# Taterillus arenarius
Taterillus arenarius é uma espécie de roedor da família Muridae.
Apenas pode ser encontrada na Mauritânia.
Os seus habitats naturais são: savanas áridas e matagal árido tropical ou subtropical.